# Taylorville, Illinois
Taylorville är en stad (city) i Christian County, i delstaten Illinois, USA. Enligt United States Census Bureau har staden en folkmängd på 11 268 invånare (2011) och en landarea på 25,5 km². Taylorville är huvudort i Christian County.